# Rhuddlan
Rhuddlan (wymowaⓘ) – miasto w północnej Walii, w hrabstwie Denbighshire (historycznie we Flintshire), położone nad rzeką Clwyd. W 2011 roku liczyło 3709 mieszkańców.
W mieście znajdują się ruiny zamku z końca XIII wieku (Rhuddlan Castle) oraz pozostałości wcześniejszego grodu z XI wieku. W latach 1258–1538 w pobliżu funkcjonowało opactwo dominikańskie.
W 1284 roku Edward I wydał tutaj statut z Rhuddlan, podporządkowujący Walię koronie angielskiej.